# Elecciones de Baden-Wurtemberg de 1992
Las elecciones estatales en Baden-Württemberg de 1992 se llevaron a cabo el 5 de abril de ese año, en paralelo con las elecciones estatales en Schleswig-Holstein. En estas elecciones la CDU perdió su mayoría absoluta, y hubo un debilitamiento de los dos principales partidos políticos, en particular de la CDU. Además, los Republicanos entraron por primera vez en el parlamento. La participación fue de un 70,1%. Se formó una coalición CDU-SPD con Erwin Teufel como Ministro presidente.

## Antecedentes
En las elecciones estatales de 1988, la CDU, liderada por el primer ministro Lothar Späth, había mantenido su mayoría absoluta a pesar de experimentar perdidas electorales. El 13 de enero de 1991 Späth renunció de su cargo. Su sucesor fue el exlíder parlamentario de la CDU Erwin Teufel.

## Candidatos[1]
La CDU presentó a Teufel como su principal candidato. El SPD postuló a su líder parlamentario Dieter Spöri. Los Republicanos postularon a su presidente estatal Christian Käs, mientras que Los Verdes postularon a Fritz Kuhn. El FDP postuló a Walter Döring.

## Resultados
Los resultados fueron:
| Hab. inscritos | 7.154.575          |
| Votantes       | 5.014.446          |
| Participación  | 70,1 %             |
| Votos válidos  | 4.949.199 (98,7 %) |
| Votos nulos    | 65.247 (1,3 %)     |

| Partido | Partido                   | Votos     | Porcentaje | Mandatos directos | Mandatos de lista | Total de escaños | Escaños 1988 | Diferencia |
| ------- | ------------------------- | --------- | ---------- | ----------------- | ----------------- | ---------------- | ------------ | ---------- |
|         | CDU                       | 1.960.016 | 39,6       | 64                |                   | 64               | 66           | -2         |
|         | SPD                       | 1.454.477 | 29,4       | 6                 | 40                | 46               | 42           | +4         |
|         | REP                       | 539.014   | 10,9       |                   | 15                | 15               |              | +15        |
|         | GRÜNE                     | 467.781   | 9,5        |                   | 13                | 13               | 10           | +3         |
|         | FDP/DVP                   | 291.199   | 5,9        |                   | 8                 | 8                | 7            | +1         |
|         | ÖDP                       | 93.604    | 1,9        |                   |                   |                  |              |            |
|         | NPD                       | 44.416    | 0,9        |                   |                   |                  |              |            |
|         | GRAUE                     | 28.719    | 0,6        |                   |                   |                  |              |            |
|         | PBC                       | 27.272    | 0,6        |                   |                   |                  |              |            |
|         | DLVH                      | 23.255    | 0,5        |                   |                   |                  |              |            |
|         | CM                        | 1.577     | 0,0        |                   |                   |                  |              |            |
|         | DKP                       | 794       | 0,0        |                   |                   |                  |              |            |
|         | LIGA                      | 644       | 0,0        |                   |                   |                  |              |            |
|         | AFP                       | 595       | 0,0        |                   |                   |                  |              |            |
|         | NO                        | 183       | 0,0        |                   |                   |                  |              |            |
|         | Candidatos independientes | 15.653    | 0,3        |                   |                   |                  |              |            |